# Матриксная металлопротеиназа 9
Матриксная металлопротеиназа 9 (MMP9; «желатиназа B») - один из ферментов, участвующих в ремоделинге структур внеклеточного матрикса.

## Клиническое значение
По данным одного исследования, один missense-полиморфизм гена MMP9 ассоциирован с риском развития межпозвоночной грыжи поясничного отдела.